# Departament de la Mar Egea
El departament de la Mar Egea fou un departament francès creat el 7 de novembre de 1797 amb les illes de Zacint, Kythira, Strophades i Karaiskais o Dragamesto. El departament va desaparèixer amb l'ocupació russa del 23 d'octubre de 1798. Fou restaurat de fet el 20 de juliol de 1807 quan les illes Jòniques foren retornades a França i constituït formalment el 13 de setembre de 1807. El 8 d'octubre de 1809 va passar a dependre de les províncies il·líries. El 8 d'octubre de 1809 els britànics van ocupar Zacint i altres illes del departament.